# Manuel Masías
Manuel Alejandro Masías Oyanguren (Callao, 24 de agosto de 1962) es un abogado y político peruano. Fue alcalde del distrito de Miraflores desde enero del 2007 hasta diciembre del 2011 y congresista de la república en el breve periodo 2000-2001.

## Biografía
Manuel Masías nació en el distrito de Bellavista, ubicado en la ciudad del Callao, el 24 de agosto de 1962. Es hijo de Manuel Masías Abadía y de Patricia Oyanguren de Masías, siendo el segundo de 3 hermanos.
Realizó sus estudios primarios y secundarios en el Colegio de la Inmaculada, ubicado en el distrito de Santiago de Surco de la ciudad de Lima. Luego egresó en 1979 a la Universidad de San Martín de Porres y cursó la carrera de Derecho, graduándose de abogado en 1985. Masías cuenta con una maestría en Ciencias Penales de la Pontificia Universidad Católica del Perú y participó del Programa de Gobernabilidad y Ciencia Política de esa misma casa de estudios conjuntamente con la Universidad George Washington en Washington D. C., Estados Unidos.
Ejerció la abogacía en el Estudio Navarro Abogados, al cual perteneció hasta el año 1997, fecha en la que se separó del mismo para formar su propio estudio, el Estudio Masías Abogados.
Fue gerente del Instituto Pro Transporte de Lima y de Transporte Urbano de la Municipalidad de Lima, además de director de la Caja Metropolitana de Lima (2002-2006) y del Instituto Metropolitano de Planificación.

## Carrera política
Manuel Masías decide incursionar en el ámbito político cuando se apunta como militante del Partido Popular Cristiano fundado y liderado por Luis Bedoya Reyes. Su carrera política empieza cuando en las elecciones municipales del año 1989 postula como regidor del distrito de Miraflores por el Frente Democrático  y logra ser elegido para el periodo municipal 1989-1992.
En 1992 postuló al Congreso Constituyente Democrático convocado por Alberto Fujimori donde no tuvo éxito. Posteriormente en 1995, Masías se aleja del Partido Popular Cristiano tras discrepancias internas.

### Regidor de Lima
Tras haber renunciado al PPC, Manuel Masías luego se une a la creación del partido Somos Perú liderado por Alberto Andrade en 1995. Luego decide postular como regidor de la Municipalidad de Lima en las elecciones municipales de ese mismo año logrando tener éxito y siendo reelegido en las elecciones de 1998.
En el Municipio ejerció como presidente de la Comisión de Asuntos Legales, miembro de las Comisiones Permanentes de Regidores de Transporte Urbano y de la Comisión de Reconstrucción del Teatro Municipal. También fue miembro del Proyecto de Renovación Urbana y Recuperación Ambiental.

### Congresista de la República
Para las elecciones generales del año 2000, Masías renunció a su cargo como regidor para luego ser cabecera de la lista de candidato al Congreso de la República de Somos Perú para las elecciones parlamentarias. Finalmente logró ser elegido con 22,106 votos para el periodo parlamentario 2000-2005.
Durante la toma de mando de Alberto Fujimori para su tercer mandato presidencial, Masías se retiró junto a los congresistas de oposición del parlamento para luego participar en la Marcha de los Cuatro Suyos encabezada por el líder de Perú Posible, Alejandro Toledo. Masías formó parte de la oposición y colaboró con diversas mociones contra el fujimorismo. En noviembre del 2000, apoyó la moción de censura contra Martha Hildebrandt por su oposición a una comisión investigadora a Vladimiro Montesinos. Luego, Masías asumió como tercer vicepresidente de la Mesa Directiva en la lista encabezada por Carlos Ferrero Costa, quien reemplazaba a Valentín Paniagua tras su ascenso como presidente transitorio.
Masías ejerció su cargo como congresista hasta julio del 2001 tras el recorte del mandato presidencial y congresal para la convocatoria a nuevas elecciones generales.

### Alcalde de Miraflores
En 2001, Masías decidió alejarse momentáneamente del partido Somos Perú para luego afiliarse al partido Solidaridad Nacional de Luis Castañeda Lossio y presentar su candidatura a la alcaldía del distrito de Miraflores por la alianza Unidad Nacional liderada por Lourdes Flores, para las elecciones municipales del año 2002. Sin embargo, fue tachado, y su accesitario Raúl Rachitoff terminó en segundo lugar tras el triunfo de Fernando Andrade de Somos Perú.
En las elecciones municipales del 2006, Masías postuló nuevamente y esta vez logró ser elegido como alcalde del distrito de Miraflores para el periodo municipal 2006-2010.
Durante su gestión tuvo diversas obras municipales, entre ellas la creación del Lugar de la Memoria, museo que fue planteado con el fin de redactar la violencia terrorista en el Perú y las violaciones de derechos humanos cometidas por el estado peruano durante la época de los 80s hasta los 90s.
La gestión de Manuel Masías también estuvo bajo diversos cuestionamientos. Entre las polémicas fue cuando fue acusado de impedir el uso de los espacios públicos, donde se instalaron piedras en zonas usadas por skaters.  Otras polémicas a su gestión fue de una supuesta persecución a artistas callejeros y de reprimir fiestas de tambores en los parques. También fue señalado como homofóbico, tras cerrar la famosa discoteca gay “Downtown” donde luego fue reabierta tras un mandato judicial.
En el año 2008, Masías fue acusado de racista tras arrestar a un grupo de ciclistas y presentarlos como miembros de una organización criminal llamada “Los Malditos de Larcomar”. Tras esto, Masías luego reapareció ofreciendo disculpas públicas a los afectados.
Intentó ser reelegido en el cargo como invitado del Partido Popular Cristiano en las elecciones municipales del 2010, sin embargo, no obtuvo éxito tras perder contra Jorge Muñoz del partido Somos Perú. Tras esto, Masías renunció a la alcaldía de Miraflores el 11 de octubre del 2010, siendo reemplazado por el teniente alcalde Martín Bustamante, y se apuntó como precandidato al Congreso de la República para las elecciones generales del año 2011. Sin embargo, renunció a su candidatura.
Intentó ser nuevamente alcalde en las elecciones municipales del 2014 por el partido Vamos Perú, donde terminó vencido nuevamente por Jorge Muñoz. De igual manera en las elecciones del 2018 donde volvió al partido Somos Perú y fue vencido por Luis Molina de Solidaridad Nacional.
En las elecciones parlamentarias del año 2020, Masías volvió a postular al Congreso de la República por Somos Perú donde tuvo discrepancias con Susel Paredes.
En enero del 2020, Manuel Masías renunció al partido Somos Perú tras tener discrepancias con algunos miembros de partido. Esto se debió a la afiliación de Martín Vizcarra como candidato al Congreso de la República y de Daniel Salaverry como candidato presidencial del partido.
A inicios del 2021, Masías anunció su afiliación al partido Alianza para el Progreso y apoyó la candidatura de César Acuña para las elecciones generales del 2021.
Participó en las elecciones municipales del 2022 nuevamente a la alcaldía miraflorina por Alianza para el Progreso, quedando en el quinto lugar de las preferencias.